# 国策共栄
国策共栄株式会社（こくさくきょうえい）は北海道旭川市の企業。国策機工株式会社の子会社。

## 概要
1946年（昭和21年）に設立された、「国策パルプ旭川工場生活協同組合」を前身とする。これは国策パルプ工業旭川工場（現・日本製紙北海道工場旭川事業所）の従業員と家族の生活物資を確保するための生活協同組合であり、食料品・日用品などの販売を行っていた。その後、1948年（昭和23年）に消費生活協同組合法に基づき法人化。利用者の増加等の理由で 1958年（昭和33年）に株式会社化され「国策共栄株式会社」が発足。

## 事業内容
現在の主な事業内容は道路標識や看板、大型印刷物、のぼりなどの屋外用掲示物の製造販売、道路標示施工など。これは国策パルプ工業旭川工場で行われていた、標識の製造を移管される形で開始したものである。

### 過去の事業内容
ストア部門
食料品、日用品の販売。1973年（昭和48年）、山陽国策パルプ旭川工場の隣接地にてショッピングセンター「シルバープラザ」を開店。この他、旭川市内にショッピングセンター「キョウエイプラザ」、スーパーマーケット「シルバーマート」（豊岡店・千代田店・豊岡東店）を運営してきたが、1992年（平成4年）にストア部門から撤退し、全店舗を閉店した。末期の店舗数は6店舗、売上は約50億円であった。撤退までのストア部門はCGCグループに加盟していた。
当社としての事業終了後、ラルズグループ（現・アークスグループ）傘下となった店舗もあり、シルバープラザの所在地には2000年に道北ラルズ（現・道北アークス）のスーパーマーケット「ビッグハウス パルプタウン」（現・スーパーアークス パルプタウン）が開業。また道北ラルズ（現・道北アークス）が営業するラルズマート豊岡店は、当社の店舗が三島へ承継されたのち道北ラルズへ承継されたものであった。またキョーエイプラザの建物も改築され、道北アークスのショッピングセンター「スーパーアークス　東光」として営業を行っている。
石油製品販売
1958年より、日本石油（現・ENEOS）の特約店として営業していたものの、1997年に撤退。撤退時点では旭川市内で4軒のガソリンスタンドを営業していた。

## 沿革
出典：。参考として国策パルプ工業旭川工場の重要な出来事も併記する。
- 1940年 - 国策パルプ工業旭川工場操業開始
- 1946年 - 生活必需品の供給を目的として生活協同組合（任意団体）を結成
- 1958年 - 国策共栄株式会社発足
- 1961年 - 大雪通り5丁目にガソリンスタンド1号店開設
- 1971年 - 標識工場開設（国策パルプ工業旭川工場構内）
- 1972年 - 合併により国策パルプ工業株式会社→山陽国策パルプ株式会社に社名変更
- 1973年 - シルバープラザ開店
- 1975年 - 札幌営業所開設
- 1992年 - ストア部門完全撤退
- 1993年 - 本社事務所に標識事業部移転
- 1993年 - 合併により山陽国策パルプ株式会社→日本製紙株式会社に社名変更
- 1997年 - ガソリンスタンド4店（パルプ町・大成・秋月・神居）の営業権を他社に譲渡し撤退
- 1997年 - 釧路営業所開設
- 2001年 - 標識の大型化に伴い、旭川市パルプ町1条3丁目に本社社屋を新築
- 2003年 - ISO 9001・ISO 2000認証取得
- 2006年 - 旭新運輸株式会社の子会社となる
- 2016年 - 国策機工株式会社の子会社となる